# Каспаза 14
Каспаза 14 — фермент, який у людини кодується геном CASP14, що розташований в хромосомі 19..
Цей фермент, як і інші представники родини каспаз, існує в клітині у вигляді неактивного проферменту, що складається з малої та великої субодиниць, N — кінцевого домену та фрагменту, що зв'язує малу та велику субодиниці. При апоптозі відбувається активація проферменту, за якої N — кінцевий домен та субодиницезв'язуючий фрагмент відщеплюються і утворюються гетеродимери, що димеризуються з утворенням активного ферменту (тетрамеру). Відомо також, що в умовах in vitro каспаза 14 активує каспази 8 та 10, а також в умовах in vivo — агоніста анти-Fas-антитіла та ФНП — зв'язаного апоптоз-індукуючого ліганда. Цей фермент також бере участь в активації ферментів термінального диференціювання кератиноцитів, що важливо для формування шкірного бар'єру.